# سام ويليامسون
سام ويليامسون (بالإنجليزية: Sam Williamson)‏ (15 أكتوبر 1987 في المملكة المتحدة - ) هو لاعب كرة قدم بريطاني في مركز الظهير. لعب مع مانشستر سيتي ونادي ريكسهام وفليتوود تاون.

## وصلات خارجية
- سام ويليامسون على موقع قاعدة بيانات كرة القدم.إي يو (الإنجليزية)
- سام ويليامسون على موقع Soccerbase.com (لاعب) (الإنجليزية)
- سام ويليامسون على موقع عالم كرة القدم.نت (الإنجليزية)